# Смерть Нельсона
Смерть Нельсона (англ. The Death of Nelson) — картина ирландского художника-портретиста, мастера исторического жанра, Дэниела Маклайза, написана в (1859—1864) годах. Находится в Королевской галерее Вестминстерского дворца. На картине изображен эпизод Трафальгарского сражения.

## Описание
Картина выполнена художником Дэниелом Маклайзом в стиле жанровых полотен, исторической батальной сцены. Роспись сделана в оригинальной технике жидкого стекла. В длину картина достигает примерно 15 метров.
Широкоформатная батальная фреска «Смерть Нельсона» изображает сцену абордажного боя. На фреске запечатлена палуба флагманского корабля адмирала Нельсона «Виктории» в завершающий момент сражения. Английский корабль «Виктория» сражается с французским «Редутаблем». Противники зацепились шпангоутами, они никак не могут расцепиться и ведут абордажный бой. Канониры «Виктории» не могут выкатить полностью орудия, чтобы стрелять прямой наводкой по противнику. Повсюду лежат раненые, команда экипажа пытается им помочь. Штурмовая команда королевского флота пытается вступить на осаждаемый корабль. В правой части картины группа матросов ведёт бой с командой неприятеля, используя огнестрельное оружие.
В центре картины лежит адмирал Нельсон. Он только что смертельно ранен снайпером, сидевшим в дозорной корзине «Редутабля». Выстрелом адмиралу раздробило левое плечо. Он умирает на руках капитана флагманского корабля Томаса Харди. Склонившись над Нельсоном стоят корабельный доктор Битти, капитан Эдэйр, лейтенант Рам. Рядом полукругом стоят старшие офицеры морской пехоты. На заднем плане стоит матрос-африканец, указывая на убийцу адмирала. Немного на расстоянии с двух сторон от лежащего Горация выделяются несколько групп артиллеристов, которые обсуждают произошедшую трагедию. Нельсон, несмотря на смертельное ранение, продолжает отдавать приказы. Художник показывает на картине одновременно три события: смерть Горацио Нельсона, ход сражения и распространение известия о смерти Нельсона среди экипажа. Королевский военно-морской флот Великобритании побеждает в этом сражении превосходящего по силе противника. Несмотря на победу, смерть Нельсона огорчает всех.

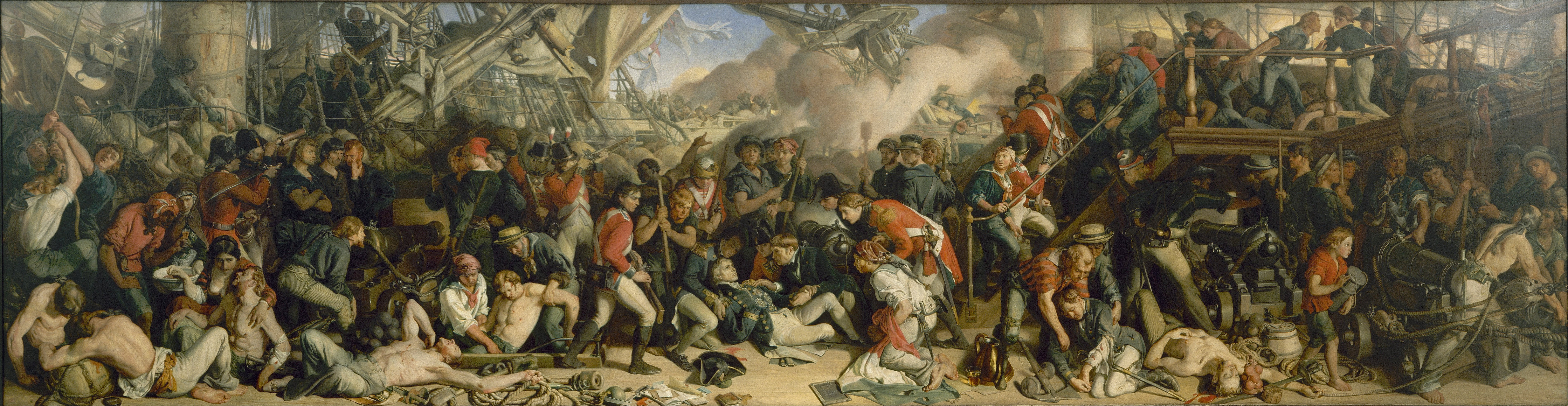
Панорама «Смерть Нельсона» (1864)

## История картины
В 1859 году Маклайзу было поручено выполнить две фресковые росписи в Палате Лордов на темы недавней истории: «Встреча Веллингтона и Блюхера при Ватерлоо» и «Смерть Нельсона при Трафальгаре». В 1864 году художник завершил работу над фреской «Смерть Нельсона». В настоящее время она располагается в Королевской галерее Вестминстерского дворца.
Автор картины старался избежать произвольности в отображении этого события. Маклайз узнавал подробности у оставшимися в живых участников той битвы, изучал военно-морскую технику той поры. Однако законы художественного жанра требовали от Маклайза отклониться от точного следования исторической истине. Дело в том, что после ранения Нельсон был сразу же перенесен на нижнюю палубу, где он и умер. В результате этого на фреске изображена идеализированная сцена гибели героя в обществе соратников. Для создания этой фрески Маклайз применял новую, не до конца испытанную технику — нанесение изображения с помощью жидкого стекла. К сожалению, этот выбор оказалось неверным. В итоге фреска к настоящему времени потеряла свой первоначальный вид. Однако при подготовке к росписи художник написал большое полотно «Смерть Нельсона», с которого и перенес описание на фреску. Благодаря этому сохранилось аутентичное изображение этой работы Маклайза. Картина Маклайза «Смерть Нельсона» была широко известна среди современников. В 1876 году Чарльз Шарп выполнил гравировальную копию картины, после чего эта гравюра широко продавалась по всей Британской Империи.